# Saint Sampson
Saint Sampson is een parish van het Britse kroondomein Guernsey.
Saint Sampson telt 8592 inwoners. De oppervlakte bedraagt 6,0 km², de bevolkingsdichtheid is 1432 inwoners per km².
Castel · Forest · Saint Andrew · Saint Martin · Saint Peter Port · Saint Pierre du Bois · Saint Sampson · Saint Saviour · Torteval · Vale

Afhankelijkheden: Alderney · Sark